# Paul Walker
Paul William Walker IV (født 12. september 1973, død 30. november 2013) var en amerikansk skuespiller. Han blev kendt i 1999 i den populære film Varsity Blues, mens hans endelige filmgennembrud var i 2001 i The Fast and the Furious som Brian O'Conner. I selskab med bl.a. Vin Diesel og Michelle Rodriguez høstede han stor succes i de yderligere fire Fast and Furious efterfølgere. Hans andre store roller var bl.a. Eight Below, Into the Blue, She's All That og Takers. Han har også optrådt i National Geographic Channel serien Expedition Great White.
Walker begyndte sin karriere som model som 2-årig. Efterfølgende begyndte han at medvirke i diverse tv-reklamer og tv-programmer, deriblandt sæbeoperaen The Young and the Restless. I 1986 begyndte hans filmkarriere i gyser-komedien Monster in the Closet, og den første hovedrolle fik han i 1998 i filmen Meet the Deedles.

## Liv og Uddannelse
Walker er født i Glendale i Californien og opvokset i San Fernando Valley. Hans herkomst var irsk, engelsk og tysk. Han var religiøst opdraget i Mormonkirken og gik også på den kristne skole, Village Christian High School, hvor han graduerede i 1991. Efter high school studerede han marinbiologi. Walker dyrkede også meget sport, bl.a. surfing og fodbold og udviklede senere hen en passion for martial arts, jujutsu og taekwondo. Walker fik den 4. november 1998 datteren Meadow Rain Walker, sammen med kæresten Rebecca.

## Død
Den 30. november 2013 deltog Walker og Roger Rodas] i velgørenhedsarrangementet 'Reach Out Worldwide' til fordel for ofrene for Tyfonen Haiyan. Efter arrangementet kørte de afsted i en røde Porsche Carrera GT, men Rodas, som førte bilen, mistede kontrollen over bilen og kørte ind i et vejtræ i Valencia, Santa Clarita, hvor bilen brød i brand. Politiet erklærede begge dræbt på stedet, da begge var forbrændt til ukendelighed. Senere kom det frem, at Walker havde været i live, da bilen brød i brand, men sandsynligvis ikke ved bevidsthed.

## Filmografi

### Film
| År   | Titel                             | Rolle               | Noter |
| ---- | --------------------------------- | ------------------- | --- |
| 1986 | Monster in the Closet             | 'Professor' Bennett | |
| 1987 | Programmed to Kill                | Jason               | |
| 1994 | Tammy and the T-Rex               | Michael             | |
| 1998 | Meet the Deedles                  | Phil Deedle         | |
| 1998 | Pleasantville                     | Skip Martin         | |
| 1999 | Varsity Blues                     | Lance Harbor        | |
| 1999 | She's All That                    | Dean Sampson        | |
| 1999 | Brokedown Palace                  | Jason               | ukrediteret |
| 2000 | The Skulls                        | Caleb Mandrake      | |
| 2001 | The Fast and the Furious          | Brian O'Conner      | |
| 2001 | Joy Ride                          | Lewis Thomas        | |
| 2002 | Life Makes Sense If You're Famous | Mikey               | |
| 2003 | Turbo-Charged Prelude             | Brian O'Conner      | 6 minutter kortfilm indledende film for 2 Fast 2 Furious |
| 2003 | 2 Fast 2 Furious                  | Brian O'Conner      | |
| 2003 | Timeline                          | Chris Johnston      | |
| 2004 | Noel                              | Mike Riley          | |
| 2005 | Into the Blue                     | Jared               | |
| 2006 | Running Scared                    | Joey Gazelle        | |
| 2006 | Eight Below                       | Jerry Shepard       | |
| 2006 | Flags of Our Fathers              | Hank Hansen         | |
| 2007 | Stories USA                       | Mikey               | |
| 2007 | The Death and Life of Bobby Z     | Tim Kearney         | |
| 2008 | The Lazarus Project               | Ben Garvey          | |
| 2009 | Fast & Furious                    | Brian O'Conner      | |
| 2010 | Takers                            | John Rahway         | |
| 2011 | Fast Five                         | Brian O'Conner      | |
| 2012 | Vehicle 19                        | Michael Woods       | |
| 2013 | Hours                             | Nolan Hayes         | |
| 2013 | Fast & Furious 6                  | Brian O'Conner      | |
| 2014 | Brick Mansions                    | Damien Collier      | Hans sidste fuldtførte film |
| 2015 | Fast & Furious 7                  | Brian O'Conner      | Hans scener i filmen var ikke optaget færdigt pga. hans død. Det blev derfor korrigeret ved at benytte computeranimation og stand-in, heriblandt hans brødre Cody og Caleb Walker |